# Eyguians
Eyguians ist eine ehemalige französische Gemeinde mit zuletzt 235 Einwohnern (Stand 2019) im Département Hautes-Alpes in der Region Provence-Alpes-Côte d’Azur. 
Mit Wirkung vom 1. Januar 2016 fusionierten die ehemaligen Gemeinden Eyguians, Lagrand sowie Saint-Genis und bildeten somit die Commune nouvelle Garde-Colombe.

## Geografie
Der Fluss Buëch durchquert das Gebiet. 

## Bevölkerungsentwicklung
| Jahr      | 1962 | 1968 | 1975 | 1982 | 1990 | 1999 | 2008 | 2012 |
| --------- | ---- | ---- | ---- | ---- | ---- | ---- | ---- | ---- |
| Einwohner | 256  | 227  | 213  | 191  | 203  | 237  | 243  | 229  |